# SSADM
SSADM é um acrónimo para Structured Systems Analysis and Design Methodology, originalmente lançado como metodologia, é uma abordagem de sistemas para a análise e projeto de sistemas de informação. O SSADM foi produzido para a Central Computer and Telecommunications Agency, um escritório do governo do Reino Unido que se preocupa com o uso de tecnologia no governo, de 1980 em diante.
Muito usada durante as décadas de 1980 e 1990, caiu em desuso com o desenvolvimento do UML.[carece de fontes?]